# Gare de Luchon
Gare de Luchon 2014-ben bezárt vasútállomás Franciaországban, Bagnères-de-Luchon településen.

## Vasútvonalak
Az állomást az alábbi vasútvonalak érintették:
- Montréjeau-Gourdan-Polignan-Luchon-vasútvonal

## Kapcsolódó állomások
A vasútállomáshoz az alábbi állomások vannak a legközelebb: